# Perecesi TK
A Perecesi TK egy megszűnt labdarúgócsapat, melynek székhelye Miskolcon volt. A csapat egy szezont szerepelt az NB I-ben, még az 1946-47-es idényben.

## Névváltozások
- 1920–1949 Perecesi TK
- 1949–1951 Perecesi Tárna TK
- 1951–1957 Perecesi Bányász SK
- 1957–1958 Perecesi TK
- 1958–1959 Perecesi Bányász
- 1959–1975 Miskolci Bányász

## Híres játékosok
- Kertesi Ignác
- Pió Rudolf

## Sikerek
NB I
- Résztvevő: 1946-47

NB II
- Bajnok: 1945-46

NB III
- Bajnok: 1930-31, 1962-63